# Carmen Vidal Balanzat
Carmen Vidal Balanzat (Ibiza, 1981) es una directora, guionista y productora de cine y televisión española.

## Trayectoria
Comenzó sus estudios en Barcelona donde se licenció en Comunicación Audiovisual en la Universidad Pompeu Fabra. Durante su etapa universitaria, pudo asistir a la Escuela de Cine y Televisión de la Academia de Artes Escénicas de Praga para completar sus estudios de cine. Ya terminada su formación, decidió trasladarse a Nueva York para cursar un máster de producción audiovisual en el City College.
Sus primeros trabajos fueron durante su etapa de estudiante, en concreto, en el campo del cortometraje. Con Rostres (2002) y Nines (2004) consiguió ser finalista en el Art Jove del Gobierno Balear en la categoría de vídeo-art durante las ediciones de 2003 y 2005. Sin embargo, el éxito le vendría con el corto documental 6 A.M. (2006) con el que consiguió la medalla de plata a mejor trabajo experimental en la 33º edición de los Premios Oscar Estudiantil.Gracias a este reconocimiento se le abrieron múltiples puertas, entre ellas, el del mundo de la televisión. 
Se unió al equipo del canal público CUNY TV de la Universidad Municipal de Nueva York con el que ha estado trabajando durante 15 años como productora y realizadora en los magacines Nueva York y LATiNAS, programas de importante peso social que abarcan la vida de la población latina en la ciudad de Nueva York. Entre los reportajes realizados para estos espacios destacan Surviving as a Trans Woman (2022), La Morada (2021) y Boxing Méndez (2020) con los cuales ha sido premiada con un New York Emmy Awards.
De forma paralela, ha compaginado sus trabajos televisivos con el mundo del cortometraje. Entre sus obras destacan Claqueta (2010) que pudo exponerse en el Museum of Modern Art (MOMA) de Nueva York;  Still dreaming (2015), El eclipse (2017) y Hoy no es siempre (2025). También ha codirigido y producido, junto a la periodista Marta Martínez, el corto documental Tanzanie: un mariage entre femmes qui défie la tradition (2019). En el ámbito del largometraje documental ha producido y dirigido Exilios (2020), codirigido Retrats (2020) junto con la profesora Yolanda Guash Marí y producido Mujer, Papel y Tijera (2025) de la catedrática en literatura latinoamericana Ana Gallego Cuiñas, galardonada con la Biznaga de Plata Premio del Público en la sección Afirmando los derechos de las mujeres en la 28º edición del Festival de Málaga.
Fuera de su especialización, Carmen también ha realizado labores en el campo de la dirección fotográfica, rodando documentales como De cometas y fronteras (2014) de la directora Yolanda Pividal y Pero que todos sepan que no he muerto (2017) de Andrea Weiss, la cual fue estrenada la 74º edición del Festival Internacional de Cine de Berlín.

## Filmografía

### Largometrajes
| Año  | Título                | Notas                               |
| ---- | --------------------- | ----------------------------------- |
| 2020 | Retrats               | Directora y productora              |
| 2020 | Exilios               | Codirectora, guionista y productora |
| 2025 | Mujer, Papel y Tijera | Productora y coguionista            |

### Cortometrajes
| Año  | Título                                                   | Notas                                                          |
| ---- | -------------------------------------------------------- | -------------------------------------------------------------- |
| 2006 | 6 A.M.                                                   | Directora y guionista                                          |
| 2010 | Claqueta                                                 | Directora y guionista                                          |
| 2015 | Still Dreaming                                           | Codirectora, coguionista, coproducta y directora de fotografía |
| 2017 | El eclipse                                               | Directora y guionista                                          |
| 2019 | Tanzanie: un mariage entre femmes qui défie la tradition | Codirectora, productora y directora de fotografía              |
| 2024 | Casa Diversa                                             | Directora, productora y coguionista                            |
| 2025 | Hoy no es siempre                                        | Directora y guionista                                          |

### Televisión
| Año         | Programa   | Canal       | Notas                                                      |
| ----------- | ---------- | ----------- | ---------------------------------------------------------- |
| 2006 - 2023 | Nueva York | CUNY TV     | Realizadora, productora y montadora                        |
| 2019 - 2023 | LATiNAS    | CUNY TV     | Realizadora, productora y montadora                        |
| 2025        | Matices    | SkyShowtime | Coguionista (1 episodio) y segunda directora (6 episodios) |

## Premios y nominaciones
Premio Oscar Estudiantil
| Año  | Categoría        | Película | Resultado |
| ---- | ---------------- | -------- | --------- |
| 2006 | Medalla de plata | 6 A.M.   | Ganador   |

New York Emmy Awards
| Año  | Categoría                                          | Película                                                                                      | Resultado |
| ---- | -------------------------------------------------- | --------------------------------------------------------------------------------------------- | --------- |
| 2013 | Arts: Program Feature/segment                      | Fernando Pérez                                                                                | Ganadora  |
| 2017 | Religion                                           | Salesians                                                                                     | Nominada  |
| 2018 | Outstanding Politics / Government                  | Women's March                                                                                 | Ganadora  |
| 2020 | Public/Current/Community Affairs: Feature/ Segment | Running For Ayotzinapa: The Effort to Create Awareness on The Disappeared 43 Mexican Students | Nominada  |
| 2021 | Sports story - short form content                  | Boxing Méndez                                                                                 | Ganadora  |
| 2022 | Human Interest: short form content                 | La Morada                                                                                     | Ganadora  |
| 2023 | Diversity/Equity/Inclusion - Short form content    | Surviving as a Trans Woman                                                                    | Ganadora  |

Festival de Málaga
| Año  | Categoría                                                                               | Película              | Resultado |
| ---- | --------------------------------------------------------------------------------------- | --------------------- | --------- |
| 2025 | Biznaga de Plata Premio del Público en la sección Afirmando los derechos de las mujeres | Mujer, Papel y Tijera | Ganadora  |